# Seoul Challenger Tennis 1994
Il Seoul Challenger Tennis 1994, noto anche come Daewoo Challenger Tennis per motivi di sponsorizzazione, è stato un torneo di tennis facente parte della categoria ATP Challenger Series nell'ambito delle ATP Challenger Series 1994. È stata l'edizione inaugurale e si è giocato a Seul in Corea del Sud dal 12 al 16 settembre 1994 su campi in terra rossa.

## Vincitori

### Singolare
David Nainkin ha battuto in finale  Michael Joyce con il punteggio di 6–7, 6–3, 7–5

### Doppio
Bill Barber /  Ari Nathan hanno battuto in finale  Óscar Ortiz /  Laurence Tieleman con il punteggio di 7–6, 6–2